# Jmílnyk
Jmílnyk (en ucraniano: Хмільник) es una ciudad de Ucrania perteneciente a la óblast de Vínnytsia.
En 2015 tiene una población estimada de 28 332 habitantes.
Es la capital del raión de Jmílnyk, pero no pertenece al mismo.
Se sitúa en el curso alto del río Bug Meridional, 67 km al noroeste de Vínnytsia. Es una de las ciudades más antiguas de la Podolia.

## Demografía
La ciudad ha tenido la siguiente evolución demográfica:
- 1897: 11 657 habitantes
- 1926: 10 794 habitantes
- 1959: 13 288 habitantes
- 1989: 29 702 habitantes
- 2001: 27 898 habitantes
- Todas las estimaciones posteriores a 2012 sitúan la población en torno a 28 000 habitantes

Según el censo de 2001, la gran mayoría de la población era hablante de ucraniano (97,12%), existiendo una minoría de hablantes de ruso (2,59%).

## Patrimonio

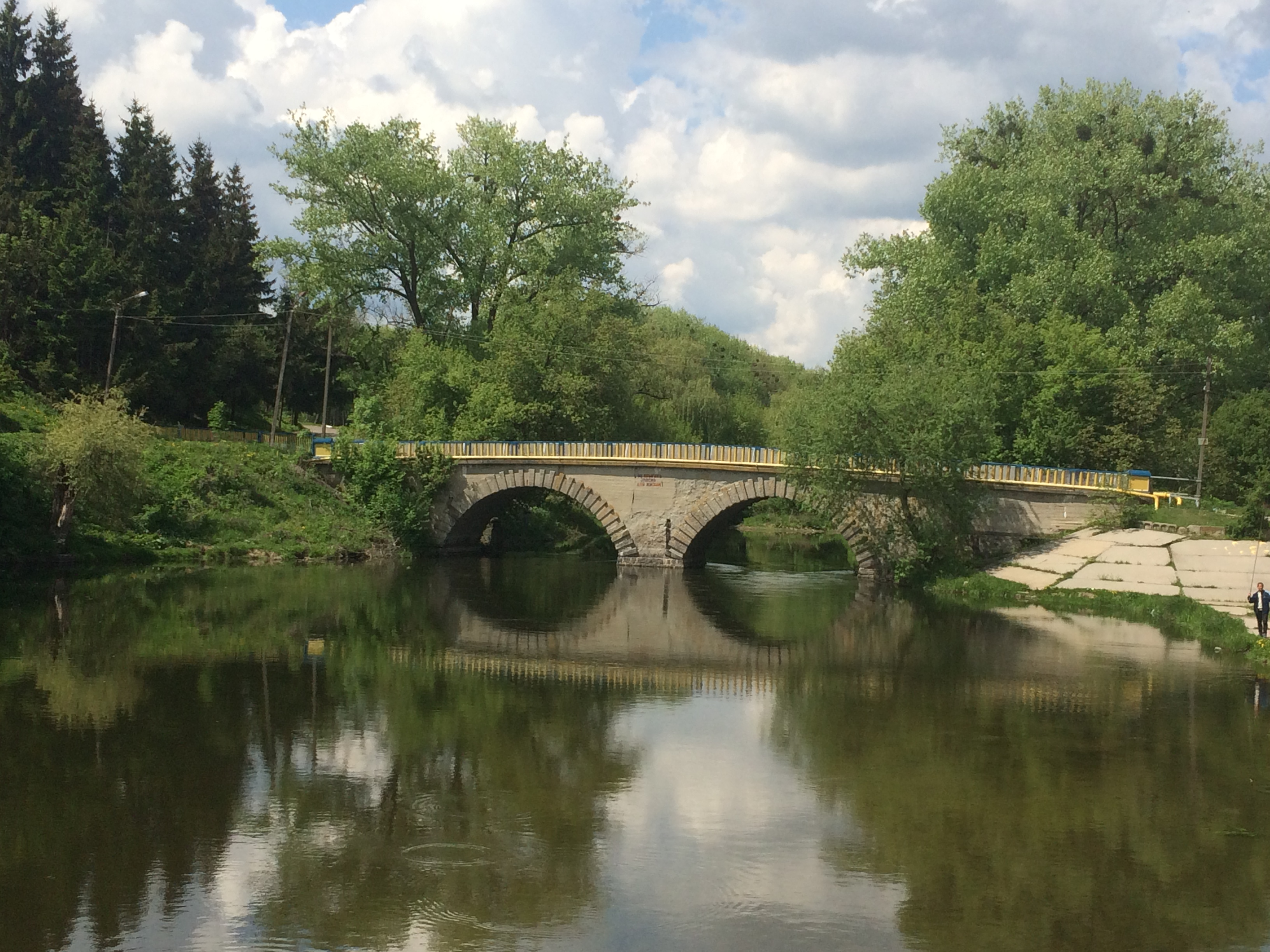
Puente de estilo veneciano.
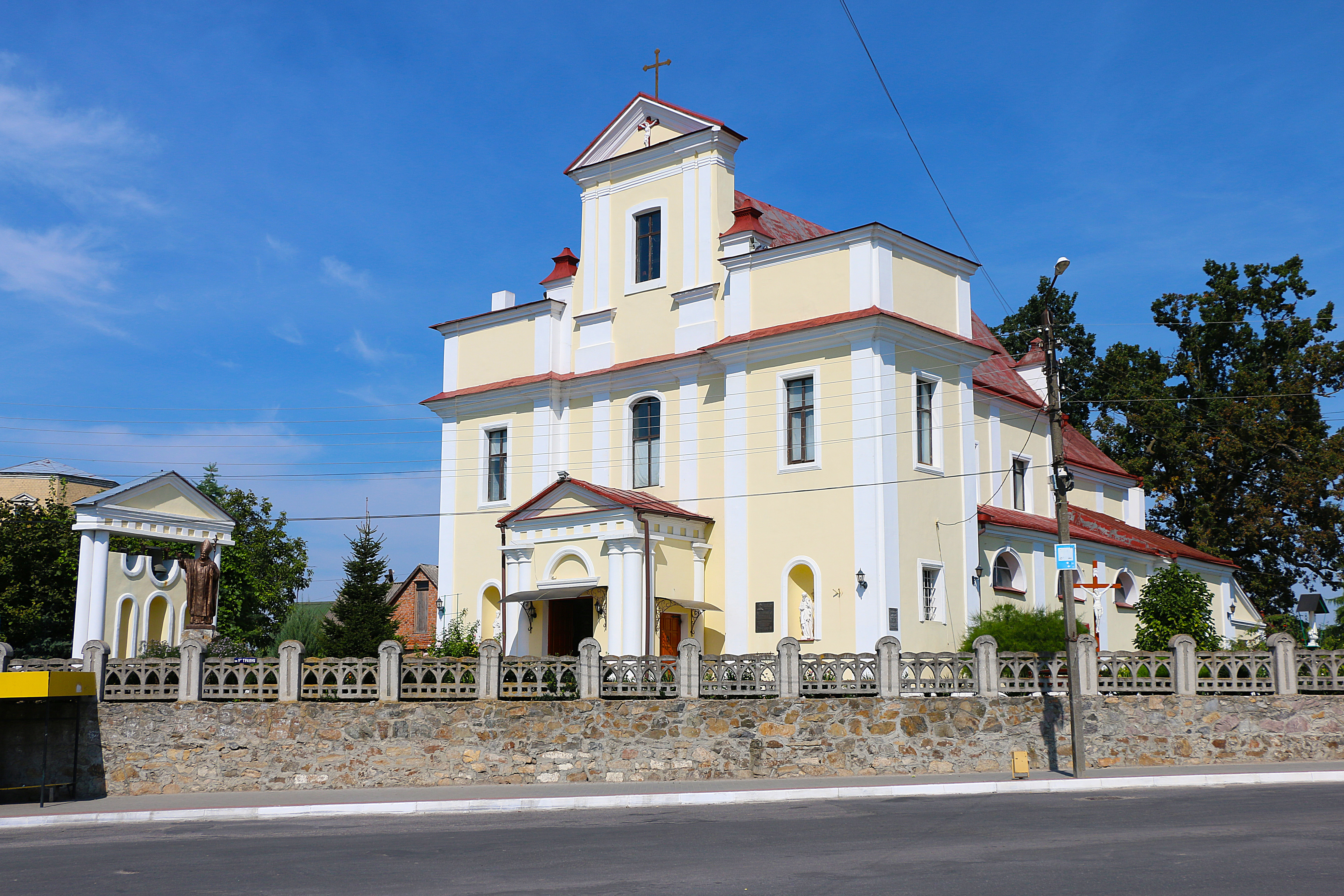
Catedral católica de la Santísima Trinidad.
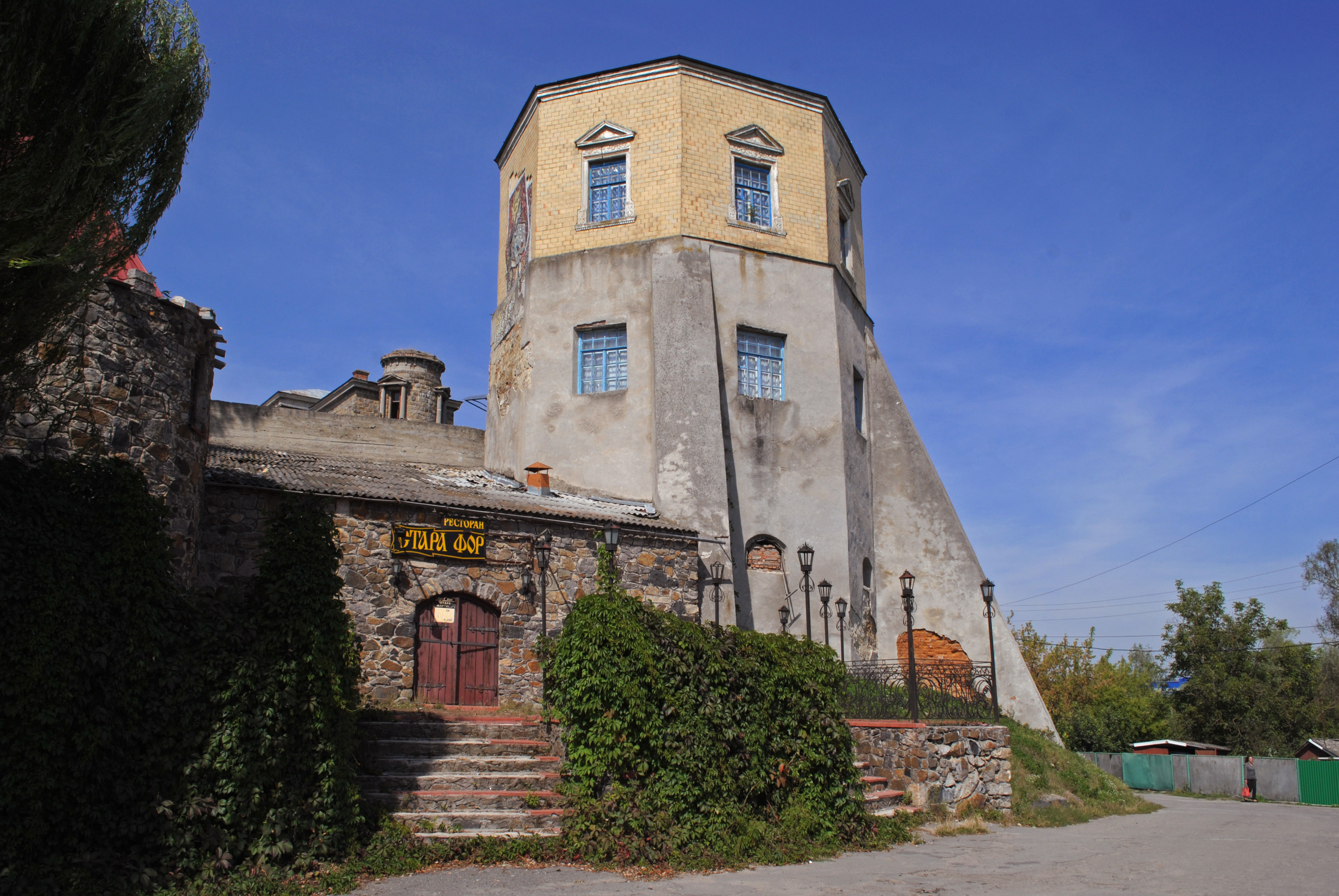
Torre fortificada.